# Månens faser
 Der er for få eller ingen kildehenvisninger i denne artikel, hvilket er et problem. Du kan hjælpe ved at angive troværdige kilder til de påstande, som fremføres i artiklen.

Månen siges at have fire faser,[kilde mangler] der defineres ud fra månens placering i forhold til jorden og solen.
- Nymåne, hvor månen ligger mellem jorden og solen, og dens synlige side derfor ikke er oplyst af solen. Månen set fra jorden er derfor kun oplyst af jordskin. Under nymåne er der mulighed for solformørkelse.
- Tiltagende, hvor man fra jorden gradvis kan se en større og større del af månen oplyst af solen.
- Fuldmåne, hvor jorden ligger mellem månen og solen og månen set fra jorden er oplyst af solen. Under fuldmåne er der mulighed for måneformørkelse hvis jorden skygger for solens lys på månen.
- Aftagende, hvor man fra jorden gradvis kan se en mindre og mindre del af månen oplyst af solen.